# Ludwik Dorn
Ludwik Stanisław Dorn, pierwotne nazwisko Dornbaum (ur. 5 czerwca 1954 w Warszawie, zm. 7 kwietnia 2022 tamże) – polski polityk i publicysta.
Działacz opozycji demokratycznej w okresie PRL. W latach 1997–2015 poseł na Sejm III, IV, V, VI i VII kadencji, współzałożyciel partii Prawo i Sprawiedliwość i jej wiceprezes w latach 2001–2007, w latach 2005–2007 wicepremier oraz minister spraw wewnętrznych i administracji w rządach Kazimierza Marcinkiewicza i Jarosława Kaczyńskiego, w 2007 marszałek Sejmu V kadencji. Kawaler Orderu Orła Białego.

## Życiorys

### Rodzina
Urodził się jako Ludwik Dornbaum. Jego ojcem był Henryk Dornbaum (rodzina zmieniła nazwisko na Dorn w latach 60.), który pochodził ze zasymilowanej rodziny żydowskiej z Tarnopola. Jego dziadek ze strony ojca prowadził w Tarnopolu zakład optyczny. Henryk Dornbaum uczył się na optyka i zegarmistrza w Jenie. Przed II wojną światową należał do Komunistycznej Partii Zachodniej Ukrainy oraz KPP. Za działalność polityczną odbywał w okresie międzywojennym karę pozbawienia wolności. Kiedy wojska niemieckie w 1941 zbliżyły się do Tarnopola, Henryk Dorn uciekł do Kazachstanu. Pozostali w Generalnym Gubernatorstwie członkowie rodziny Henryka Dorna zostali wymordowani podczas Holocaustu. Z ZSRR wrócił wraz z armią Berlinga. Po wojnie działał w PPR i PZPR, wykładał marksizm-leninizm na Politechnice Warszawskiej. Po rezygnacji z etatu, od 1956 pracował jako optyk w Warszawie, otworzył zakład optyczny w pawilonach przy ul. Marszałkowskiej. Był osobą niewierzącą, a Ludwik Dorn został wychowany w tradycji agnostycyzmu.
Jego matka Alina była warszawską lekarką neurologiem. Jej ojciec był w młodości zatrudniony jako pomocnik kowala. Zdobył wykształcenie medyczne i został lekarzem.
Henryk i Alina Dornowie zostali pochowani na cmentarzu Komunalnym Północnym na Wólce Węglowej.

### Dzieciństwo i młodość
W szkole podstawowej Ludwik Dorn zmagał się z dysleksją, matematyki natomiast uczył się dobrze. Pod koniec lat 60. rozpoczął naukę w VI Liceum Ogólnokształcącym im. Tadeusza Reytana w Warszawie, które ukończył w 1973. W tym czasie działał w 1 Warszawskiej Drużynie Harcerskiej im. Romualda Traugutta („Czarnej Jedynce”), w której instruktorami byli m.in. Andrzej Celiński, Antoni Macierewicz i Piotr Naimski. W nocy 31 października 1971, wraz z kolegami, namalował białą farbą na murze cmentarza powązkowskiego w Warszawie hasło Chwała robotnikom pomordowanym w grudniu 1970 roku. Informacja o tym akcie oporu wobec „władzy ludowej” została podana przez nadające zza żelaznej kurtyny Radio Wolna Europa.
Po zdaniu matury Ludwik Dorn dostał się na socjologię na Wydziale Nauk Społecznych UW. Fascynował się ruchem hippisowskim. Jego studencką miłością była Kinga Dunin. Uczestniczył w spotkaniach z Jackiem Kuroniem. W 1975 brał udział w organizowaniu akcji zbierania podpisów pod Listem 59 (przeciwko zmianom w Konstytucji PRL – uznaniu PZPR za przewodnią siłę polityczną, wpisanie przyjaźni i współpracy ze Związkiem Radzieckim).
Po wydarzeniach czerwcowych w lipcu 1976 zaangażował się w pomoc dla prześladowanych robotników i zaczął działać w Komitecie Obrony Robotników. We wrześniu 1976 został dwukrotnie pobity przez milicjantów, bito go pałką w pięty, nie pozostawiając widocznych śladów. Od 1977 był współpracownikiem redakcji podziemnego miesięcznika „Głos”, w którym publikowali działacze KOR (redaktorem naczelnym był Antoni Macierewicz). Był współpracownikiem Komitetu Samoobrony Społecznej „KOR”.
W 1978 ukończył socjologię, uzyskując tytuł zawodowy magistra na Wydziale Nauk Społecznych Uniwersytetu Warszawskiego.

### Działalność opozycyjna
W sierpniu 1980 przebywał w areszcie w Warszawie. Został zwolniony na skutek porozumień sierpniowych. We wrześniu 1980 wstąpił do NSZZ „Solidarność”, został też członkiem KSR Wolność-Sprawiedliwość-Niepodległość. Zakładał i pracował jako socjolog w Ośrodku Badań Społecznych NSZZ „Solidarność” Regionu Mazowsze. W stanie wojennym był ścigany listem gończym, ukrywał się przez półtora roku w Gdańsku i w Warszawie (m.in. u rodziców Jadwigi Staniszkis).
W zastępstwie internowanego Antoniego Macierewicza kierował redakcją podziemnego „Głosu” i „Wiadomości”, organizował Centrum Dokumentacji i Analiz. Jesienią 1983 Jan Olszewski pomógł mu w nawiązaniu rozmów z władzami. Ludwik Dorn podpisał zobowiązanie, że nie będzie łamał prawa PRL. Telewizja pokazała ten dokument w programie pod tytułem Koniec podziemia, co wywołało kontrowersje wśród innych opozycjonistów. W „Głosie” w 1983 opublikował manifest Odbudowa państwa, w którym nawoływał do zjednoczenia „Solidarności”, Kościoła katolickiego i wojskowych przeciw władzom komunistycznym.
W latach 80. utrzymywał się z tłumaczenia (pod pseudonimem Dorota Lutecka) angielskich powieści szpiegowskich (m.in. Johna le Carré i Lena Deightona). Był przeciwnikiem porozumień Okrągłego Stołu. Do 1989 współpracował z Antonim Macierewiczem. Wspólnie z nim uczestniczył w zakładaniu Zjednoczenia Chrześcijańsko-Narodowego. Zrezygnował jednak po czterech tygodniach, motywując to sprzeciwem wobec współpracy ze środowiskiem Henryka Goryszewskiego.

### Działalność polityczna w III RP

#### Działalność do 2001
Od 1990 zaczął bliżej współpracować z Jarosławem Kaczyńskim, który zakładał Porozumienie Centrum i wspierał kandydaturę Lecha Wałęsy w wyborach prezydenckich. Po zwycięstwie Lecha Wałęsy został zatrudniony w Kancelarii Prezydenta RP (której szefem został Jarosław Kaczyński) na stanowisku kierownika zespołu analiz. Odszedł z tej pracy wraz z innymi urzędnikami wywodzącymi się ze środowiska PC po konflikcie braci Jarosława i Lecha Kaczyńskich z prezydentem.
Od 1992 był wiceprezesem PC. Gdy Lech Kaczyński kandydował na urząd prezydenta w wyborach w 1995, pełnił funkcję jego rzecznika prasowego. W wyborach parlamentarnych w 1997 jako członek PC został wybrany z listy ogólnopolskiej Akcji Wyborczej Solidarność do Sejmu III kadencji. Wystąpił z Klubu Parlamentarnego AWS w proteście przeciwko powierzeniu stanowiska ministra sprawiedliwości w rządzie Jerzego Buzka Hannie Suchockiej, której zarzucał tolerowanie inwigilacji środowiska PC w okresie, gdy była premierem (1992–1993). Nie wziął udziału w zjednoczeniu Porozumienia Centrum z Partią Chrześcijańskich Demokratów w 1998 i wraz z grupą innych działaczy kontynuował działalność pod dawną nazwą.

#### Działalność w latach 2001–2007

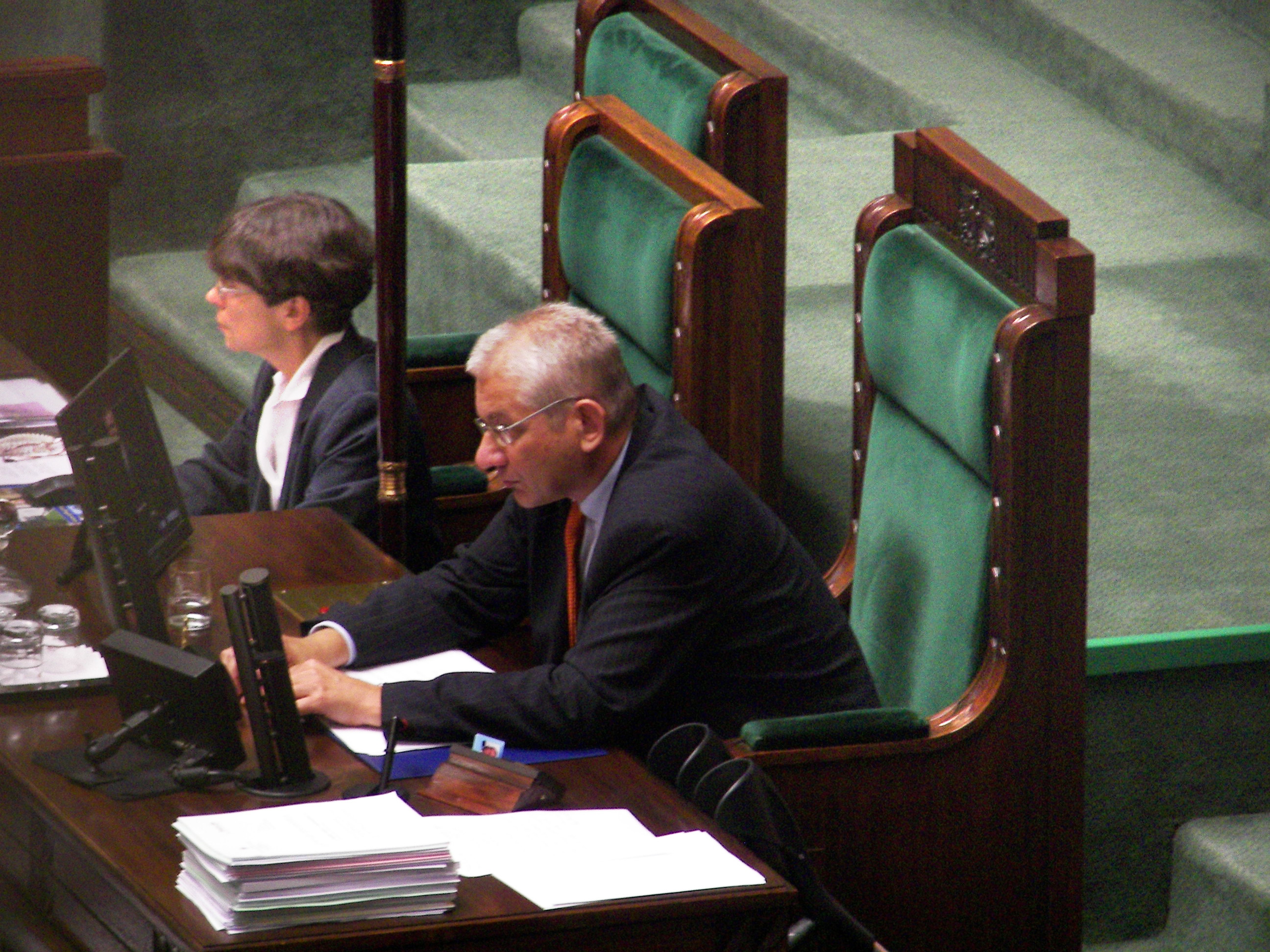
Marszałek Ludwik Dorn prowadzący obrady Sejmu (2007)

W 2001 wspólnie z Jarosławem i Lechem Kaczyńskimi oraz grupą współpracowników z PC brał udział w założeniu Prawa i Sprawiedliwości. Został powołany na stanowisko wiceprezesa tej partii. W wyborach parlamentarnych w 2001 uzyskał mandat posła na Sejm IV kadencji w okręgu podwarszawskim. Od grudnia 2002 był przewodniczącym Klubu Parlamentarnego PiS. W wyborach parlamentarnych w 2005 uzyskał reelekcję w tym okręgu. Trzykrotnie w rankingach „Polityki” był zaliczany do grona najlepszych posłów.
31 października 2005 został ministrem spraw wewnętrznych i administracji w mniejszościowym rządzie Kazimierza Marcinkiewicza. Wkrótce po nominacji na to stanowisko został także powołany na urząd wiceprezesa Rady Ministrów. 6 lutego 2007 złożył dymisję z funkcji wicepremiera i ministra. Premier Jarosław Kaczyński przyjął dymisję z funkcji ministra, pozostawiając jednocześnie Ludwika Dorna na drugim z tych stanowisk. Podanym publicznie powodem dymisji była rozbieżność zdań z premierem w „ważnej sprawie związanej z funkcjonowaniem resortu”. 8 lutego 2007 Ludwik Dorn został odwołany z funkcji ministra spraw wewnętrznych i administracji. Zastąpił go Janusz Kaczmarek, dotychczasowy prokurator krajowy.
27 kwietnia 2007 jako kandydat ubiegający się o urząd marszałka Sejmu, został odwołany przez prezydenta ze składu Rady Ministrów. W tym samym dniu Sejm powołał go na stanowisko marszałka Sejmu, w głosowaniu pokonał kandydata Platformy Obywatelskiej, Bronisława Komorowskiego stosunkiem głosów 235 do 189. Urzędowanie zakończył z dniem 4 listopada 2007.

#### Działalność od 2007
W wyborach parlamentarnych w 2007 po raz czwarty z rzędu uzyskał mandat poselski, otrzymując 81 696 głosów. 5 listopada tego samego roku złożył rezygnację z funkcji wiceprezesa PiS, sprzeciwiając się polityce Jarosława Kaczyńskiego w partii. W tym samym miesiącu prezes PiS zawiesił go w prawach członka partii, co spowodowało wszczęcie przeciwko niemu postępowania dyscyplinarnego.
W październiku 2008 decyzją zarządu partii został usunięty z Prawa i Sprawiedliwości. 34 członków zarządu było za jego usunięciem, 2 osoby się wstrzymały, a 1 osoba (Tomasz Dudziński) była przeciw. Usunięto go także z klubu parlamentarnego PiS. Decyzje te uzasadniano m.in. wywiadami prasowymi Ludwika Dorna, w których miał „dezawuować kierownictwo partii i osobę samego prezesa”.
W październiku 2009 został przewodniczącym nowo utworzonego koła parlamentarnego Polska Plus, a w styczniu 2010 członkiem prezydium zarządu nowo powstałej partii o tej samej nazwie. W marcu zadeklarował swój start w wyborach prezydenckich, jednak w związku z tragedią smoleńską i przedterminowymi wyborami prezydenckimi, 20 kwietnia 2010 partia ogłosiła wycofanie jego kandydatury. Gdy 8 maja Polska Plus oficjalnie poparła kandydaturę Jarosława Kaczyńskiego, Ludwik Dorn zrezygnował z tym dniem z członkostwa w prezydium zarządu partii oraz przewodniczenia jej kołu parlamentarnemu. Tydzień później oficjalnie wyraził poparcie dla kandydatury Marka Jurka i zrezygnował z członkostwa w partii. W wyborach samorządowych poparł Krajową Wspólnotę Samorządową. W grudniu 2010 podjął współpracę z PiS.
W wyborach parlamentarnych w 2011 ponownie wystartował z listy Prawa i Sprawiedliwości. Utrzymał mandat poselski, uzyskując 18 683 głosy. W Sejmie VII kadencji początkowo również pozostawał posłem niezrzeszonym, a 15 grudnia 2011 przystąpił do klubu parlamentarnego Solidarna Polska. Był szefem powołanej w marcu 2012 rady konsultacyjno-programowej partii o tej nazwie, jednak nie został członkiem tego ugrupowania. 23 maja 2014 zrezygnował z funkcji szefa rady konsultacyjno-programowej Solidarnej Polski, a dzień później z członkostwa w klubie poselskim tej partii (który przestał istnieć). W odbywających się następnego dnia wyborach do Parlamentu Europejskiego otwierał listę tej formacji w okręgu mazowieckim, jednak Solidarna Polska nie osiągnęła progu wyborczego. W wyborach parlamentarnych w 2015 bez powodzenia ubiegał się o poselską reelekcję z listy Platformy Obywatelskiej.

## Twórczość literacka
Zajmował się również tłumaczeniem wierszy (m.in. Johna Keatsa i Williama Butlera Yeatsa), a także pisał bajki oraz wiersze. Jedna z nich O śpiochu tłuściochu i o psie Sabie została wyróżniona na ogólnopolskim konkursie „Wielcy poeci piszcie dla dzieci”. W 2008 wydał tom powstałych w latach 2003–2005 wierszy pt. Zdruzgotki.

## Życie prywatne

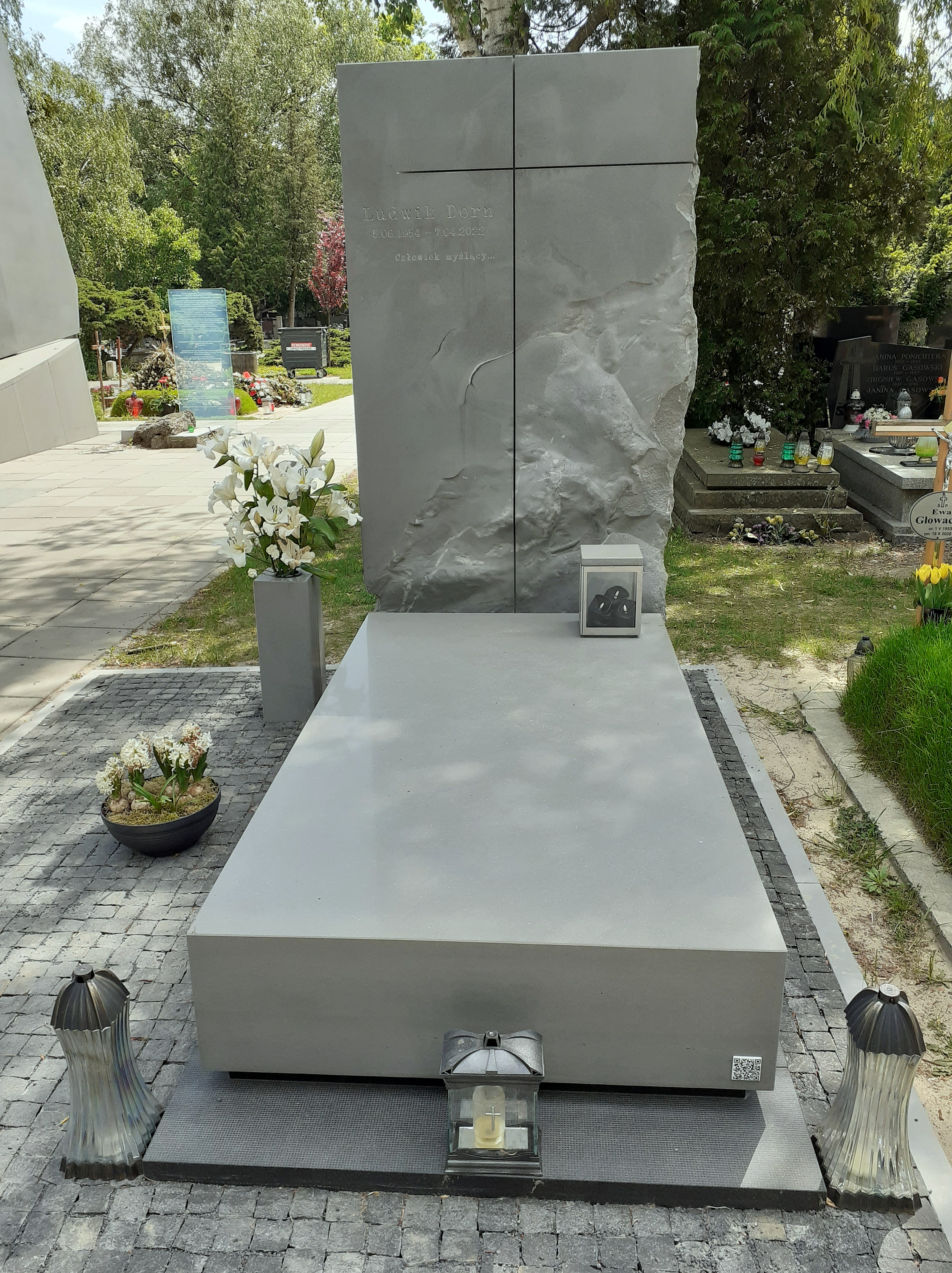
Grób Ludwika Dorna

Jako człowiek dorosły przyjął katolicki chrzest. Miał cztery córki. Trzecią jego żoną była Izabela Śmieszek-Dorn, warszawska wizażystka i charakteryzatorka, specjalistka od bodypaintingu.
Miał sukę Sabę (rasy sznaucer). Stało się o niej głośno w 2007 z uwagi na przyprowadzenie jej do Sejmu, wyprowadzenie jej na spacer przez funkcjonariuszy Biura Ochrony Rządu i rzekome pogryzienie mebli w rezydencji ministra spraw wewnętrznych i administracji.
Zmarł 7 kwietnia 2022 na skutek choroby nowotworowej. 13 kwietnia 2022 został pochowany na cmentarzu Wojskowym na Powązkach w Warszawie.

## Odznaczenia
W 2022 prezydent RP Andrzej Duda odznaczył go pośmiertnie Orderem Orła Białego.

## Wyniki w wyborach ogólnopolskich
| Wybory | Komitet wyborczy     | Komitet wyborczy                  | Organ                              | Okręg        | Wynik          |
| ------ | -------------------- | --------------------------------- | ---------------------------------- | ------------ | -------------- |
| 1991   |                      | Porozumienie Obywatelskie Centrum | Sejm I kadencji                    | nr 6         | 511 (0,23%)    |
| 1993   | Porozumienie Centrum | Sejm II kadencji                  | nr 27                              | 5455 (1,19%) |                |
| 1997   |                      | Akcja Wyborcza Solidarność        | Sejm III kadencji                  | nr 2         | 1012 (0,36%)   |
| 2001   |                      | Prawo i Sprawiedliwość            | Sejm IV kadencji                   | nr 20        | 17 482 (5,96%) |
| 2005   | Sejm V kadencji      | Prawo i Sprawiedliwość            | 39 929 (12,58%)                    | nr 20        |                |
| 2007   | Sejm VI kadencji     | Prawo i Sprawiedliwość            | 81 696 (17,74%)                    | nr 20        |                |
| 2011   | Sejm VII kadencji    | Prawo i Sprawiedliwość            | 18 683 (4,15%)                     | nr 20        |                |
| 2014   |                      | Solidarna Polska Zbigniewa Ziobro | Parlament Europejski VIII kadencji | nr 5         | 5362 (1,37%)   |
| 2015   |                      | Platforma Obywatelska             | Sejm VIII kadencji                 | nr 17        | 4214 (1,53%)   |

## Publikacje
- Zdruzgotki (wiersze), Wydawnictwo Arcana, Kraków 2008.
- Rozrachunki i wyzwania (wywiad rzeka przeprowadzony przez Amelię Łukasiak i Agnieszkę Rybak), Prószyński Media, Warszawa 2009.
- Anatomia słabości (wywiad rzeka przeprowadzony przez Roberta Krasowskiego), Wydawnictwo Czerwone i Czarne, Warszawa 2013.